# Rhododendron strigillosum
Rhododendron strigillosum är en ljungväxtart som beskrevs av Adrien René Franchet. Rhododendron strigillosum ingår i släktet rododendron, och familjen ljungväxter. Inga underarter finns listade i Catalogue of Life.

## Bildgalleri

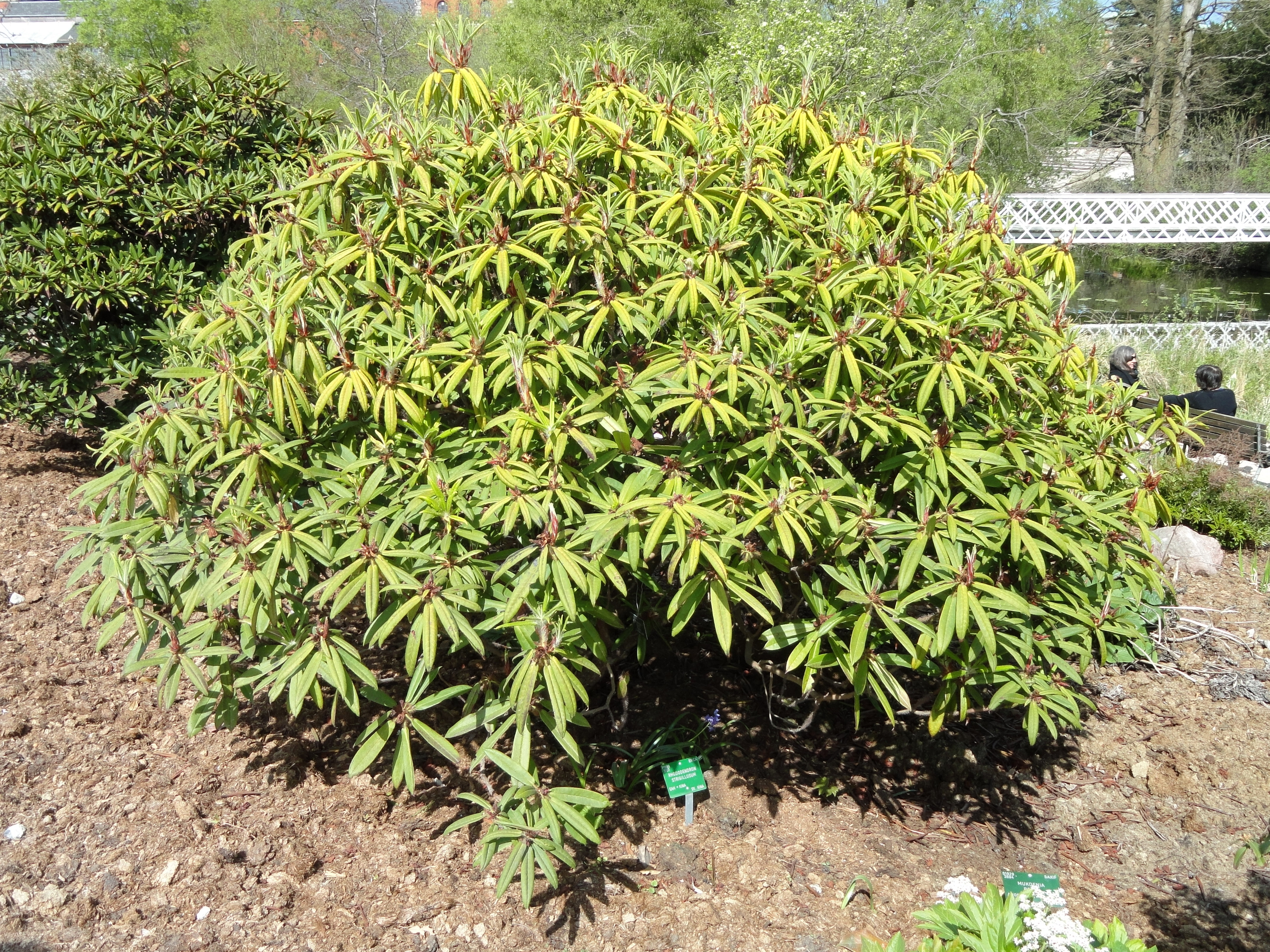
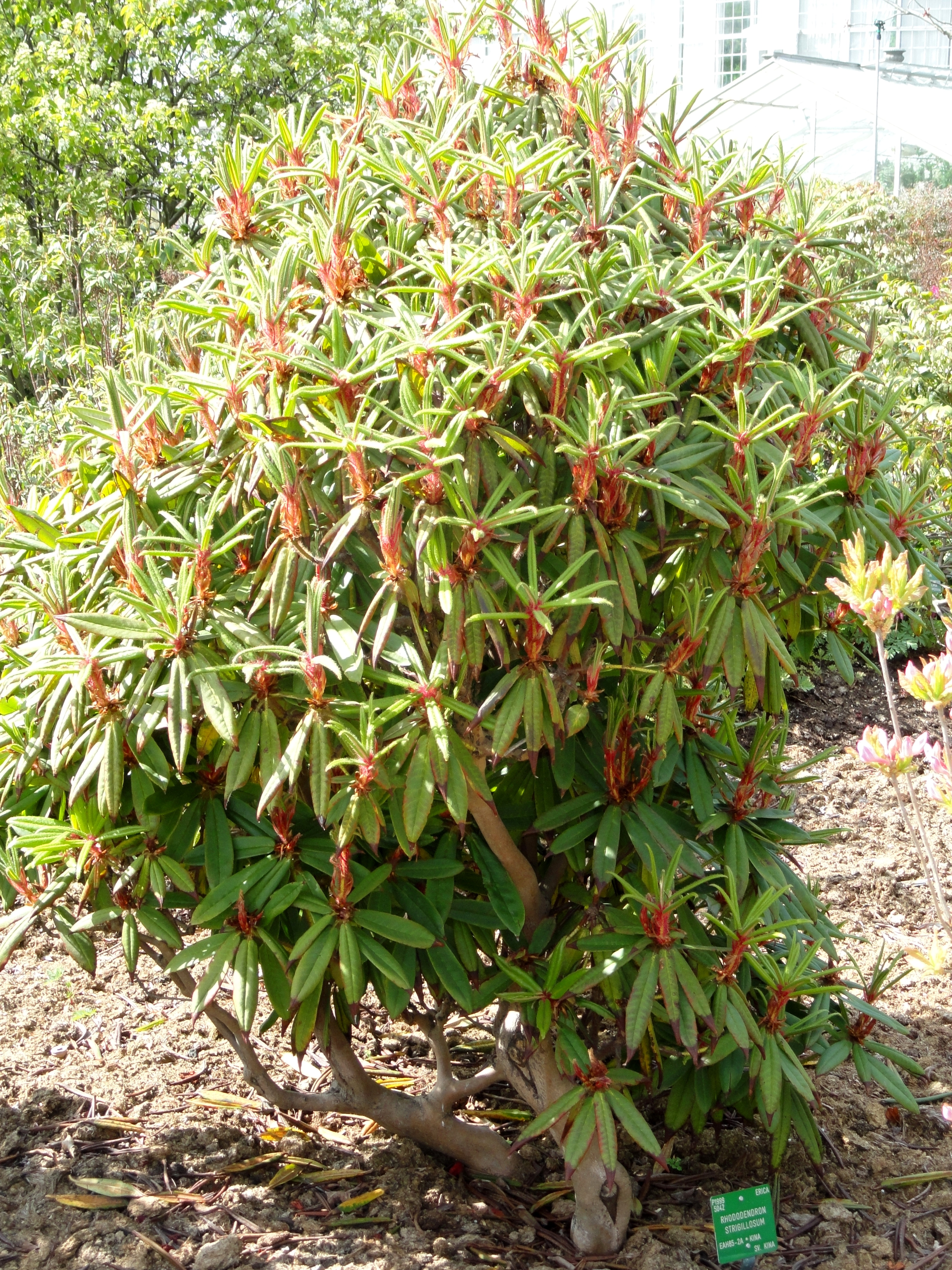
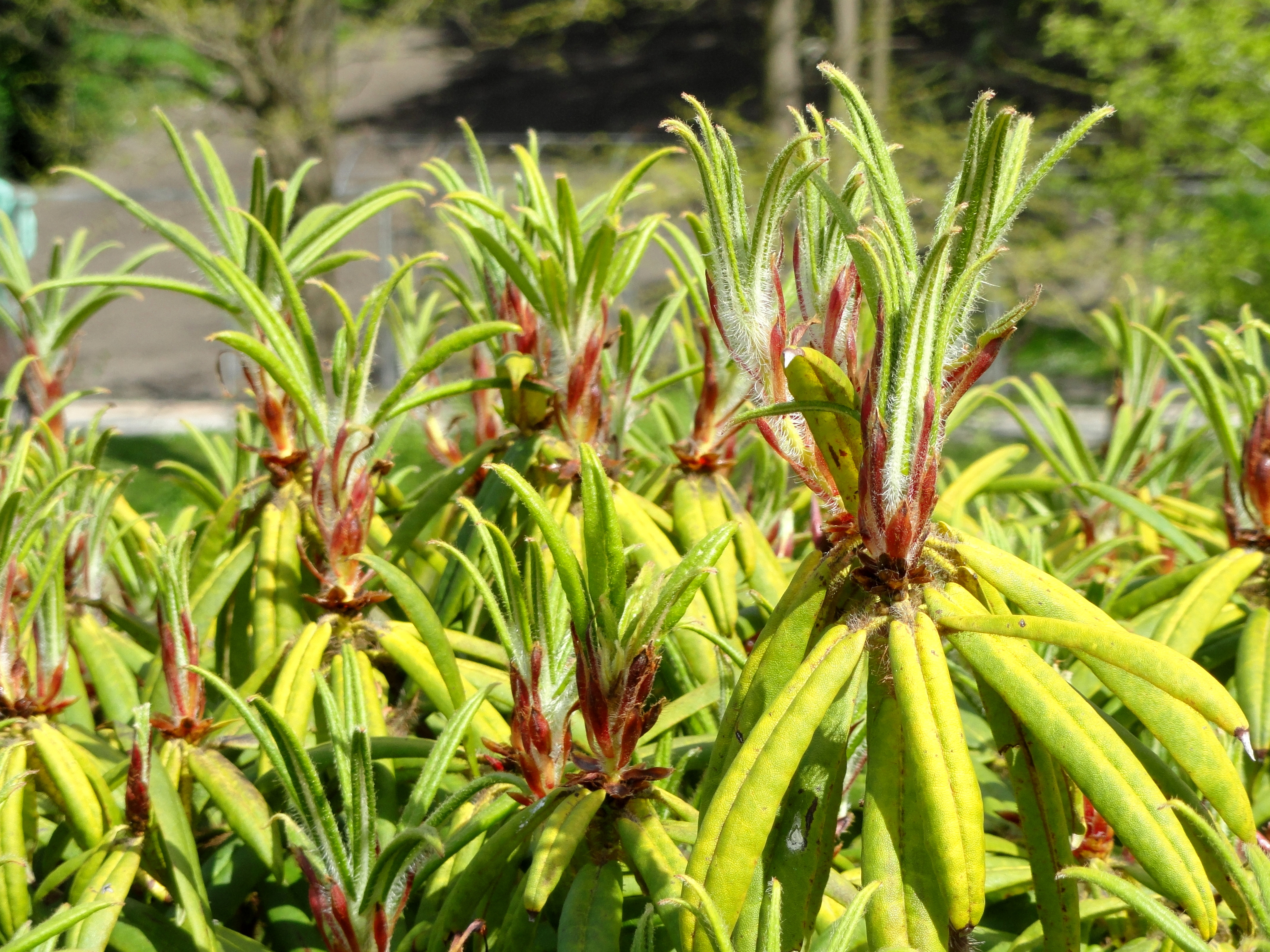
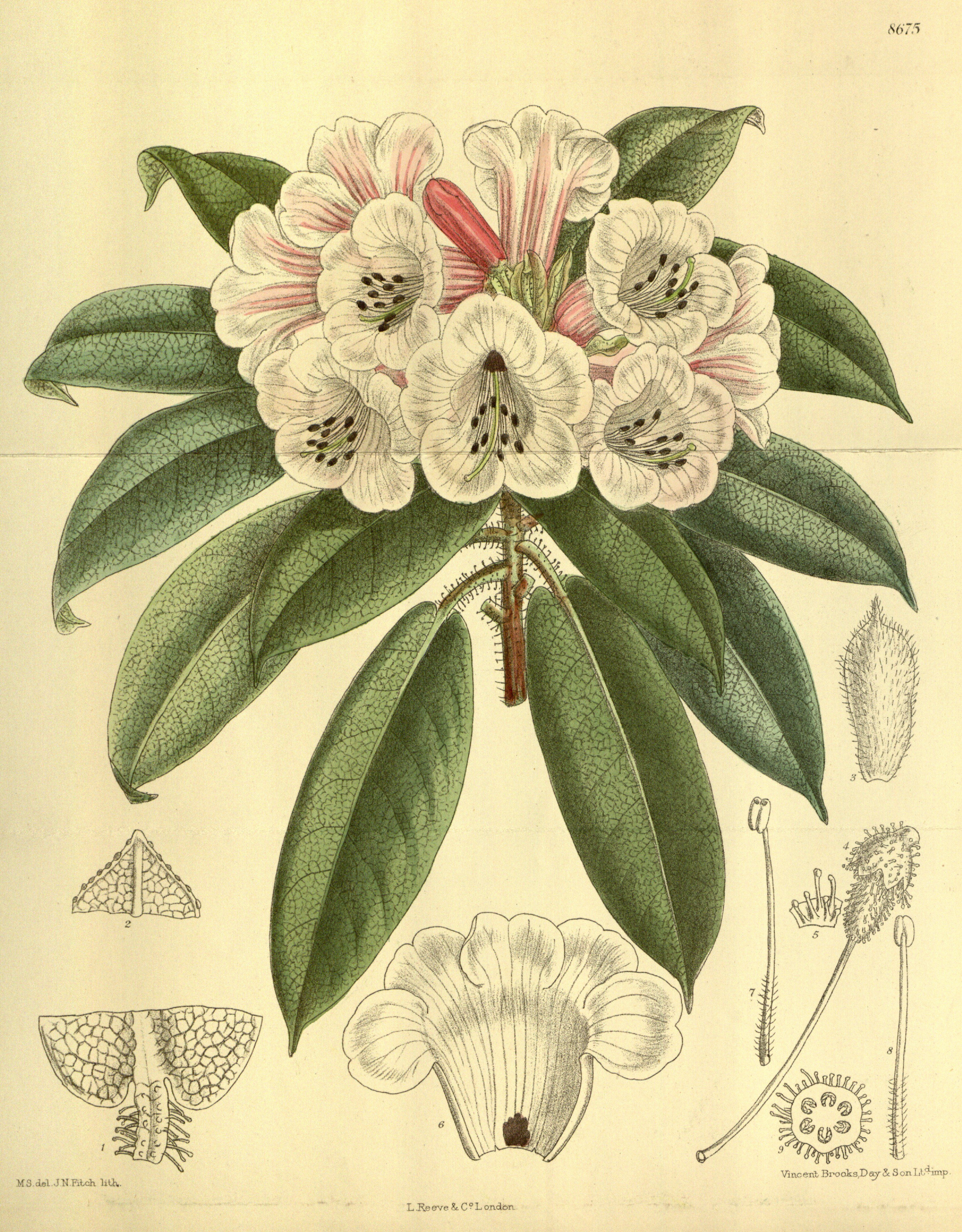